# PHQ-9

PHQ-9

Der Fragebogen PHQ-9 umfasst neun Fragen zur Depressivität und ist das Modul des Gesundheitsbogen für Patienten (PHQ-D) zur Erfassung depressiver Störungen. Er wurde als Screening-Instrument zur Diagnostik von Depressivität für den routinemäßigen Einsatz im somatisch-medizinischen Bereich entwickelt. Der PHQ-9 erfasst mit jeder Frage eines der neun DSM-IV-Kriterien für die Diagnose der „Major Depression“. Er wird von der DSM-5-Arbeitsgruppe der American Psychiatric Association auch als Instrument zur Messung des Schweregrades der Major Depression nach den neuen DSM-5-Kriterien empfohlen. Mit dem aus dem PHQ-9 abgeleiteten PHQ-2 existiert zudem eine nur zwei Fragen umfassende Kurzform zum Screening einer Major Depression.

## Auswertung des PHQ-9
Der PHQ-9 kann kategorial ausgewertet werden, ebenso kann der Summenwert interpretiert werden. Die Interpretation des Summenwert dient der Bestimmung des Schweregrades der Depressivität und kann somit insbesondere zur Verlaufsdiagnostik sowie zur Beurteilung des Therapieeffektes herangezogen werden.

### Kategoriale Auswertung
Die kategoriale Auswertung dient der Diagnosestellung einer Major Depression und orientiert sich am Vorgehen zur Diagnosestellung gemäß DSM-IV. Für die Diagnose einer Major Depression müssen insgesamt 5 der 9 abgefragten Symptome als mindestens „an mehr als der Hälfte der Tage“ gegeben eingestuft werden. Davon muss ein Symptom entweder Interesselosigkeit (Item a) oder Niedergeschlagenheit (Item b) sein. Item i gilt bereits dann als erfüllt, wenn es mit „an einzelnen Tagen“ beantwortet wird.
Kategorialer Auswertungsalgorithmus für den PHQ-9
| Syndrom                    | Items | Algorithmus |
| -------------------------- | ----- | --- |
| Major Depressives Syndrom  | a–i   | Fünf oder mehr der Fragen a–i sind mit mindestens „an mehr als der Hälfte der Tage“ beantwortet; unter diesen befindet sich auch Frage a oder b. (i wird auch dann mitgezählt, wenn es mit „an einzelnen Tagen“ beantwortet ist.)       |
| Andere Depressive Syndrome | a–i   | Zwei, drei oder vier der Fragen a–i sind mit mindestens „an mehr als der Hälfte der Tage“ beantwortet; unter diesen befindet sich auch Frage a oder b. (i wird auch dann mitgezählt, wenn es mit „an einzelnen Tagen“ beantwortet ist.) |

### Interpretation des Summenwertes (Schweregrad der Depression)
Der Skalensummenwert „Depressivität“ kann unter Verwendung der neun Items des PHQ-9 berechnet werden. Dazu werden den Antwortkategorien folgende Werte zugewiesen:
- 0 („Überhaupt nicht“),
- 1 („An einzelnen Tagen“),
- 2 („An mehr als die Hälfte der Tage“) und
- 3 („Beinahe jeden Tag“)

Der Skalenpunktwert „Depressivität“ entspricht somit der Summe der Punktwerte und liegt zwischen 0 und 27. Folgende Interpretation der möglichen Skalensummenwerte wurden vorgeschlagen:
| Berechneter Skalensummenwert | Schweregrad der Depression           |
| ---------------------------- | ------------------------------------ |
| 0–4                          | Minimale depressive Symptomatik      |
| 5–9                          | Milde depressive Symptomatik         |
| 10–14                        | leichtgradige depressive Symptomatik |
| 15–19                        | mittelgradige Depression             |
| 20–27                        | Schwere depressive Symptomatik       |

## Testdiagnostische Gütekriterien

### Kriteriumsvalidität
Eine Meta-Analyse mit insgesamt 14 klinischen Studien (insgesamt 5026 Patienten, davon 770 mit Major Depressive Syndrom) zeigte eine hohe Sensitivität von 80 % wie auch Spezifität von 92 % über die Studien auf.

### Kriteriumsvalidität in Abhängigkeit von unterschiedlichen Cut-Off-Werten bei dimensionaler Auswertung
In einer Studie der deutschen Arbeitsgruppe um Bernd Löwe wurden Sensitivitäten und Spezifitäten mit unterschiedlichen Cut-off-Werten bei medizinischen sowie psychosomatischen Patienten berechnet. Cut-Off-Werte ermöglichen neben der kategorialen Auswertung eine flexible Anpassung an die entsprechende Verwendung des Fragebogens. So werden u. a. für Screening-Fragestellungen niedrigere Cut-Off-Werte empfohlen als für epidemiologische Fragestellungen. Die Sensitivitäten schwanken bei dimensionaler Auswertung abhängig vom jeweiligen Cut-Off-Wert, für die Diagnose der Major Depression zwischen 73 % und 98 % (Spezifität von 55 % bis 95 %). Für die Diagnose aller depressiven Störungen ergeben sich Sensitivitäten von 58 % bis 93 % (Spezifitäten von 54 % bis 92 %).

### Sensitivität und Spezifität bei kategorialer Auswertung
Bei kategorialer Auswertung weist der PHQ-9 eine Sensitivität von 78 % (psychosomatische Patienten) bzw. 86 % (medizinische Patienten) und eine entsprechende Spezifität von 80 % bzw. 94 % für die Diagnose der Major Depression auf. Für die Diagnose aller depressiven Störungen weist der PHQ-9 eine Sensitivität von 78 % (psychosomatische Patienten) bzw. 75 % (medizinische Patienten) und eine Spezifität von 71 % bzw. 90 %.

### Reliabilität
Die interne Konsistenz für den PHQ-9 erwies sich als sehr gut mit Cronbachs {\displaystyle \alpha =0{,}88}. sowie {\displaystyle \alpha =0{,}89} Auch die Test-Retest-Reliabilität ist sehr gut.
Der PHQ-9 ist außerdem als Telefoninterview validiert worden und weist gute Werte auf.

### Änderungssensitivität
Der PHQ-9 weist eine gute Änderungssensitivität bei Verwendung des Summenwertes auf, so dass er auch in Längsschnittuntersuchungen, z. B. zur Messung von Therapieeffekten, verwendet werden kann.

### Vergleichswerte
Innerhalb der deutschen Validierungsstudie von Gräfe et al. wurden Summenwerte des PHQ-9 an 357 allgemeinmedizinischen/internistischen Patienten und 171 psychosomatischen Patienten genauer untersucht. Patienten mit einer Major Depression (gemäß SKID) hatten einen durchschnittlichen Depressivitäts-Summenwert von M = 17,9 (SD 4,5). Dagegen lag der Summenwert für Patienten mit allen depressiven Störungen bei M=11,7 (SD= 5,0) und für Patienten ohne depressive Störungen bei M=5,9 (SD=4,2) Zum Vergleich liegt in der Normalbevölkerung der durchschnittliche Depressivitätssummenwert bei 3,6 (SD = 4,08).

## Auswertungsbeispiel
Zur Verdeutlichung der Auswertung wird in der folgenden Tabelle ein Fallbeispiel zur Diagnose einer Major Depression und zur Berechnung des Skalensummenwertes „Depressivität“ dargestellt.
Auswertungsbeispiel: 43-jähriger Mann, der traurig wirkt und über Müdigkeit im letzten Monat klagt.
| 2. | Wie oft fühlten Sie sich im Verlauf der letzten 2 Wochen durch die folgenden Beschwerden beeinträchtigt? | Überhaupt nicht | An einzelnen Tagen | An mehr als der Hälfte der Tage | Beinahe jeden Tag |
| -- | --- | --------------- | ------------------ | ------------------------------- | ----------------- |
| a  | Wenig Interesse oder Freude an Ihren Tätigkeiten |                 |                    |                                 | Χ                 |
| b  | Niedergeschlagenheit, Schwermut oder Hoffnungslosigkeit |                 | Χ                  |                                 |                   |
| c  | Schwierigkeiten ein- oder durchzuschlafen oder vermehrter Schlaf |                 |                    |                                 | Χ                 |
| d  | Müdigkeit oder Gefühl, keine Energie zu haben |                 |                    |                                 | Χ                 |
| e  | Verminderter Appetit oder übermäßiges Bedürfnis zu essen |                 | Χ                  |                                 |                   |
| f  | Schlechte Meinung von sich selbst; Gefühl, ein Versager zu sein oder die Familie enttäuscht zu haben |                 |                    | Χ                               |                   |
| g  | Schwierigkeiten, sich auf etwas zu konzentrieren, z. B. beim Zeitunglesen oder Fernsehen |                 |                    |                                 | Χ                 |
| h  | Waren Ihre Bewegungen oder Ihre Sprache so verlangsamt, dass es auch anderen auffallen würde? Oder waren Sie im Gegenteil „zappelig“ oder ruhelos und hatten dadurch einen stärkeren Bewegungsdrang als sonst? | Χ               |                    |                                 |                   |
| i  | Gedanken, dass Sie lieber tot wären oder sich Leid zufügen möchten |                 | Χ                  |                                 |                   |

Bei diesem Fallbeispiel sind im PHQ-D die Kriterien für das Major Depressive Syndrom erfüllt, da fünf der Items 2a bis 2i mit „An mehr als der Hälfte der Tage“ oder mit „Beinahe jeden Tag“ angekreuzt sind und Item 2a darunter ist. Besondere Beachtung verdient in jedem Falle das Item 2i, welches Suizidfantasien abfragt: Es wird – wie auch im Fallbeispiel – immer dann mitgezählt, wenn der Patient Suizidfantasien angibt (bzw. etwas anderes als „Überhaupt nicht“ angekreuzt hat).
Das weitere ärztliche Gespräch ergab bei diesem Patienten keine Hinweise auf eine manische Episode in der Vorgeschichte, auf eine Verursachung der Symptome durch organische Faktoren oder Medikamente bzw. Drogen. Außerdem ging die Symptomatik an Dauer und Schwere über eine einfache Trauerreaktion hinaus. Auf der Basis des PHQ-D und des ärztlichen Gesprächs konnte die Störungsdiagnose einer Major Depression gestellt werden. Die weitere Exploration der Suizidfantasien ergab keinen Hinweis auf eine akute Suizidalität.
In der quantitativen Auswertung ergibt sich für die Depressivität ein Skalenpunktwert von 17, was einem ausgeprägten Schweregrad entspricht (ein Item mit Punktwert 0; drei Items mit Punktwert 1; ein Item mit Punktwert 2 und vier Items mit Punktwert 3).